# Robert Héliès

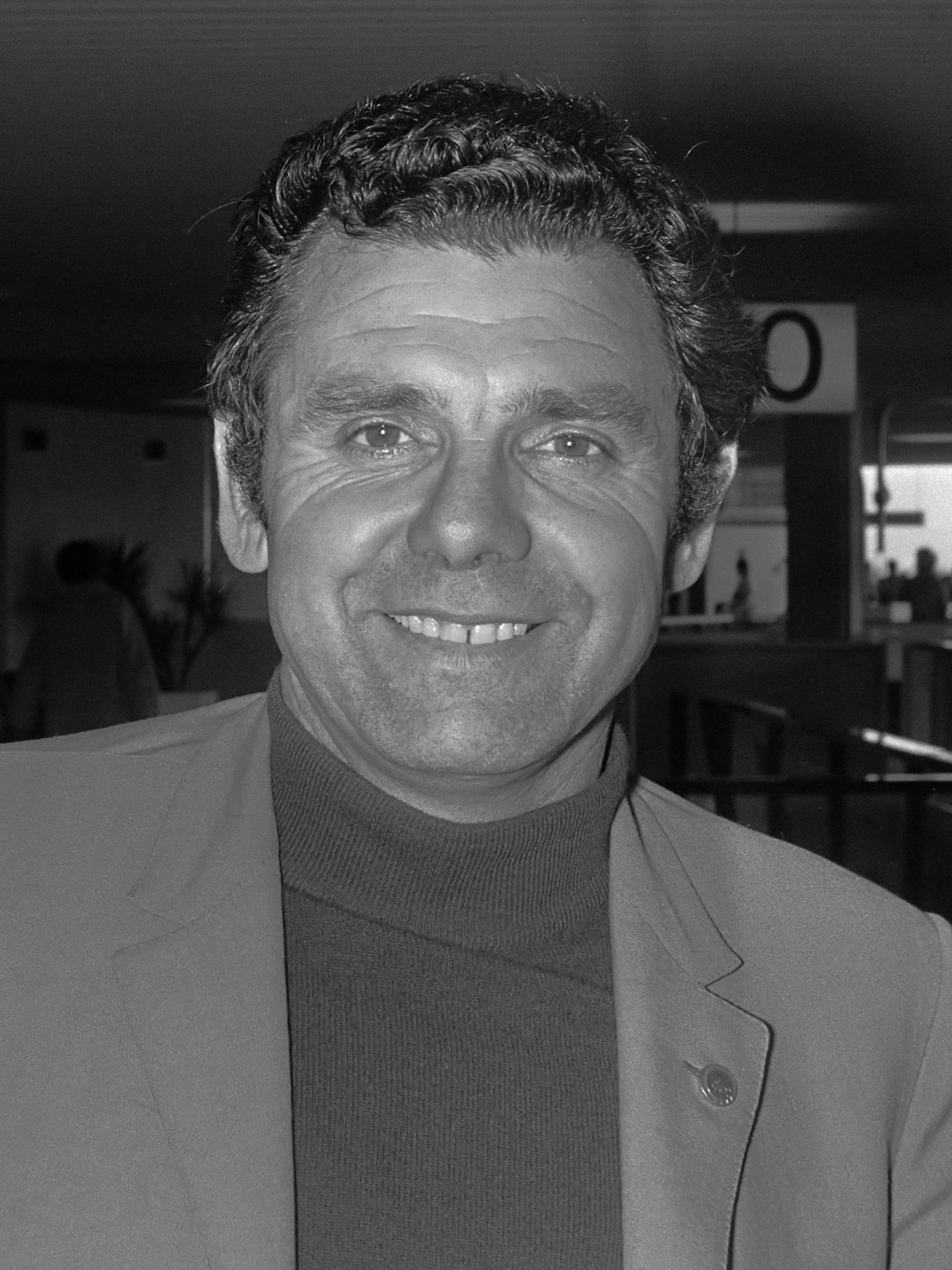
Robert Héliès (1972)

Robert Héliès (* 8. Februar 1927 in Brest; † 15. Februar 2019 in Grasse) war ein französischer Fußballspieler und Schiedsrichter.
In seiner Zeit als Spieler war er Torhüter. Unter anderem trat er in der Saison 1951/52 in der ersten Liga acht Mal für den AS Saint-Étienne an. Dabei reichte es einmal zum Sieg, während auf der anderen Seite vier Niederlagen und 18 Gegentore zu verbuchen waren. Am Ende waren „die Grünen“ Neunte in der damals aus 18 Vereinen bestehenden Liga.
Er trat 1959 erstmals als Schiedsrichter ins Licht einer breiteren Öffentlichkeit, als er in der französischen Südostliga auftrat. Seit 1961 wurde er auch national eingesetzt und ab 1966 fand er auch international Verwendung.
In Frankreich leitete er die Pokalendspiele von 1970 und 1975. Höhepunkt seiner Karriere war aber die Leitung des Endspieles im Europapokal der Landesmeister 1971/72 zwischen Ajax Amsterdam und Inter Mailand in Rotterdam, das die Niederländer mit 2:0 gewannen und damit ihre zweite internationale Trophäe einsammelten.
Aus deutscher Sicht bleibt die Leitung des Viertelfinal-Hinspiels der Fußball-Europameisterschaft 1972 zwischen England und Deutschland im Wembley-Stadion in Erinnerung, bei welchem die DFB-Auswahl die erst vierte Mannschaft vom Kontinent wurde, die dort gewann. Die deutsche Wembley-Elf siegte seinerzeit mit 3:1 und Robert Héliès scheute sich in diesem Spiel nicht fünf Minuten vor Spielende einen Foulelfmeter gegen die Gastgeber zu verhängen, welchen Günter Netzer seinerzeit zum 2:1-Führungstreffer nutzte.
Er leitete ebenfalls Qualifikationsspiele zu den Fußball-Europameisterschaften von 1968 und 1976 sowie zur Fußball-Weltmeisterschaft 1974. Endrundeneinsätze blieben ihm hier aber versagt, denn an Frankreichs Top-Schiedsrichter der 70er Jahre, Robert Wurtz, führte kein Weg vorbei. Er konnte sich dafür aber etwas mit einem Einsatz bei den Olympischen Spielen, wo er beim Fußballturnier 1976 in Montreal zum Einsatz kam, trösten.
Darüber hinaus pfiff er 1972 eine Reihe von Testspielen der Brasilianischen Fußballnationalmannschaft in Brasilien.
Seinen Lebensabend verbrachte Héliès an der Mittelmeerküste nahe Toulon, wo er kurz nach seinem 92. Geburtstag verstarb.

## Nachweise
1. ↑  Eintrag zu Robert Héliès in Fichier des personnes décédées (französisch).
2. ↑  Nachruf vom 19. Februar 2019 bei L’Équipe

| Personendaten    | Personendaten                                                    |
| ---------------- | ---------------------------------------------------------------- |
| NAME             | Héliès, Robert                                                   |
| ALTERNATIVNAMEN  | Helies, Robert; Héliès, Robert Georges Jean (vollständiger Name) |
| KURZBESCHREIBUNG | französischer Fußballschiedsrichter                              |
| GEBURTSDATUM     | 8. Februar 1927                                                  |
| GEBURTSORT       | Brest, Frankreich                                                |
| STERBEDATUM      | 15. Februar 2019                                                 |
| STERBEORT        | Grasse                                                           |